# Ullsteinhaus

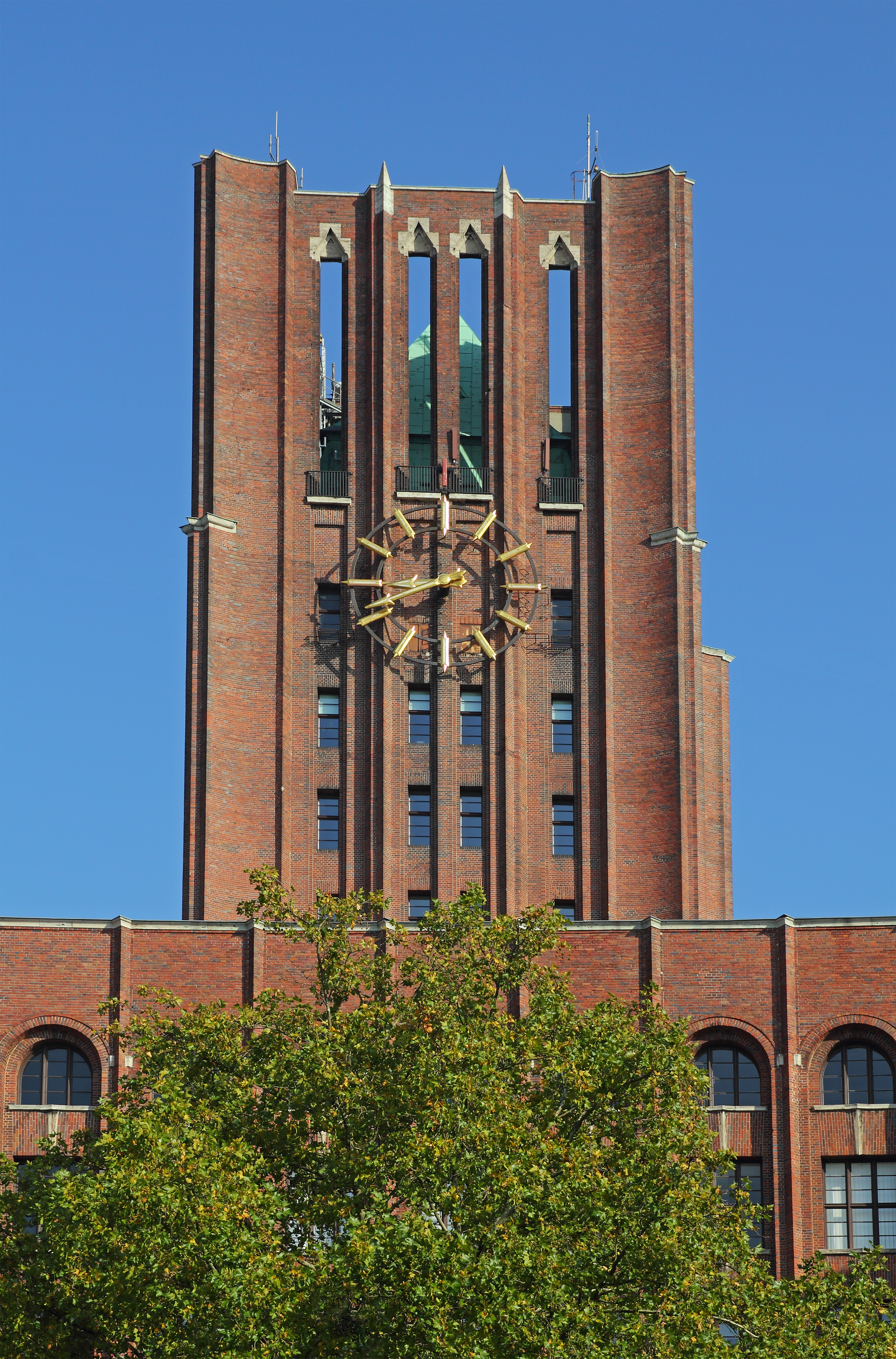
Beffroi de l'Ullsteinhaus.

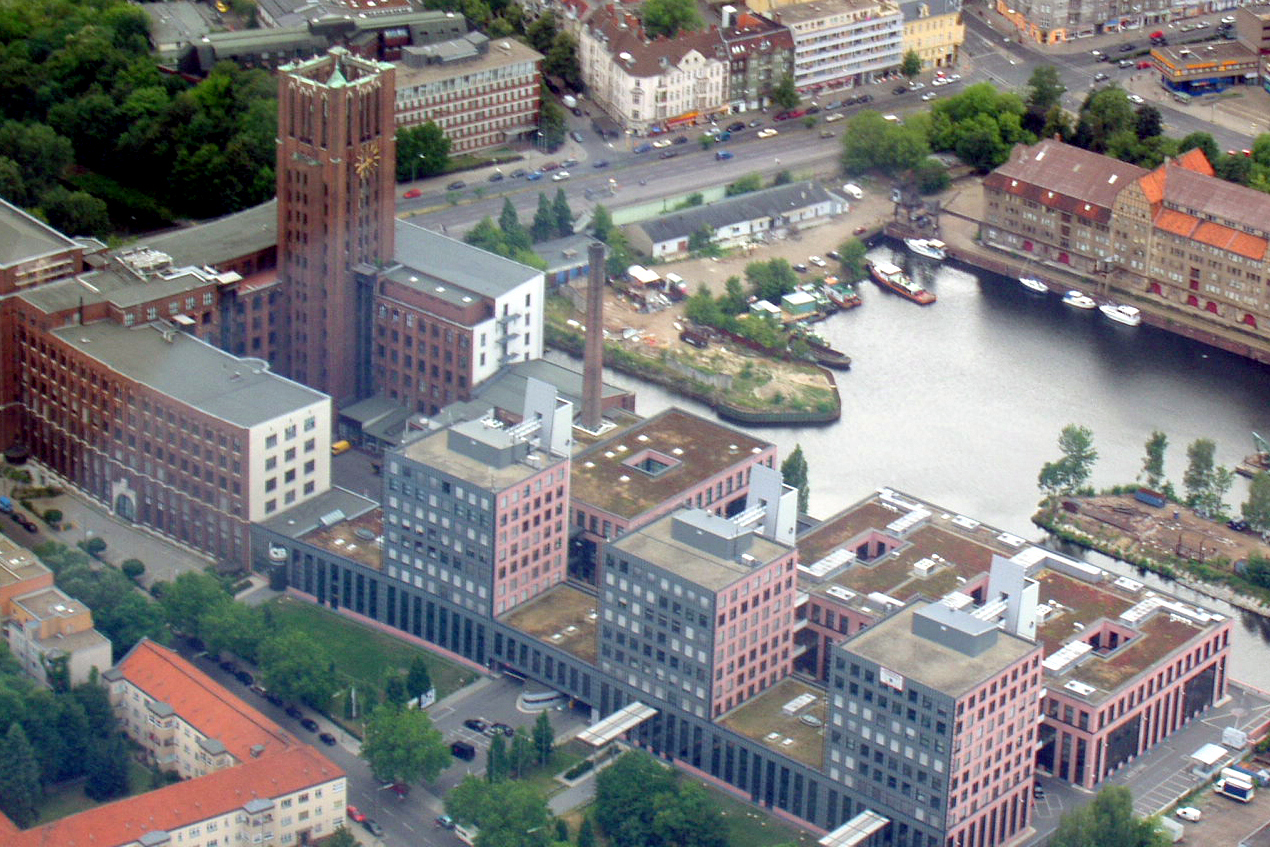
Ullsteinhaus, vue aérienne, 2006.

L'Ullsteinhaus, situé au sud de Berlin en Allemagne, dans le quartier Tempelhof de l'arrondissement de Tempelhof-Schöneberg, est un monument de style  expressionniste en brique construit au milieu des années 1920 sur des plans d'Eugen Schmohl (de). Haut de 77 mètres, c'est un repère architectural du quartier. De sa construction à 1957, ce fut le plus haut bâtiment d'Allemagne, supplanté par le Friedrich-Engelhorn-Hochhaus (démoli en 2014).
Cet ensemble immobilier est situé aux numéros 1–3 du Mariendorfer Damm. En face se trouve la station de métro Ullsteinstraße, où s'arrêtent les trains U6.
Les bâtiments sont protégés au titre de la Protection du patrimoine culturel (Denkmalschutz).

## Histoire
L'Ullsteinhaus est construit entre 1925 et 1927 par Huta Hoch- und Tiefbau AG. L'architecte Eugen Schmohl avait déjà conçu la Borsigturm à Tegel. Cependant, il mourut avant que le bâtiment de l'Ullstein Verlag ne fût achevé. Le bâtiment s'appelait à l'origine Ullstein-Druckhaus pour le distinguer des bâtiments Ullstein-Verlag dans ce qui était alors le quartier des journaux (Zeitungsviertel) de la Kochstrasse (depuis 2008 : Rudi-Dutschke-Strasse), bâtiments détruits lors de la Seconde Guerre mondiale. Le bâtiment hébergeait la maison d'édition et la propre imprimerie de l'éditeur. Les magazines et les livres y étaient conçus et imprimés, les journaux restaient dans la Kochstrasse.
En 1934, le régime nazi spolia la famille juive des Ullstein de la plus grande maison d'édition allemande de son époque pour un prix de rachat ridicule, et tenta d'effacer leur nom  de la mémoire publique : le 3 mai 1935, la Ullsteinstrasse adjacente à l'Ullsteinhaus fut rebaptisée Zastrowstrasse, nom qui resta jusqu'en 1949. En 1937, la société devient le « Deutscher Verlag » et l'Ullsteinhaus porte le nom de « Deutsches Haus » jusqu'en 1945.
La famille Ullstein, dépossédée en 1934 par l'aryanisation, a récupéré ses biens en 1952. En 1956-1957, la partie du bâtiment de l'Ullsteinstrasse qui à l'origine ne s'étendait que jusqu'au deuxième étage, a été légèrement surélevée et adaptée aux autres éléments. Les héritiers Ullstein vendirent des parts importantes de la société à l'éditeur Axel Springer en 1960. Springer vendit bientôt l'ensemble du bâtiment, mais continua à y imprimer des journaux et des magazines jusqu'en 1985. Entre 1986 et 1993, une extension de neuf étages a été construite par Gernot et Johanne Nalbach, de petites sociétés et des entreprises de mode ont emménagé dans le bâtiment commercial. La surface utilisable de l'extension est d'environ 80 000 m².
En 2015, l'ancien propriétaire Becker & Kries a annoncé que l'Ullsteinhaus serait au « 1er octobre vendu à une entreprise familiale ». Selon une étude de RBB - Abendschau, le bâtiment a été acquis par une société immobilière appartenant aux frères Samwer,  comme l'ont rapporté divers autres quotidiens.

## Architecture

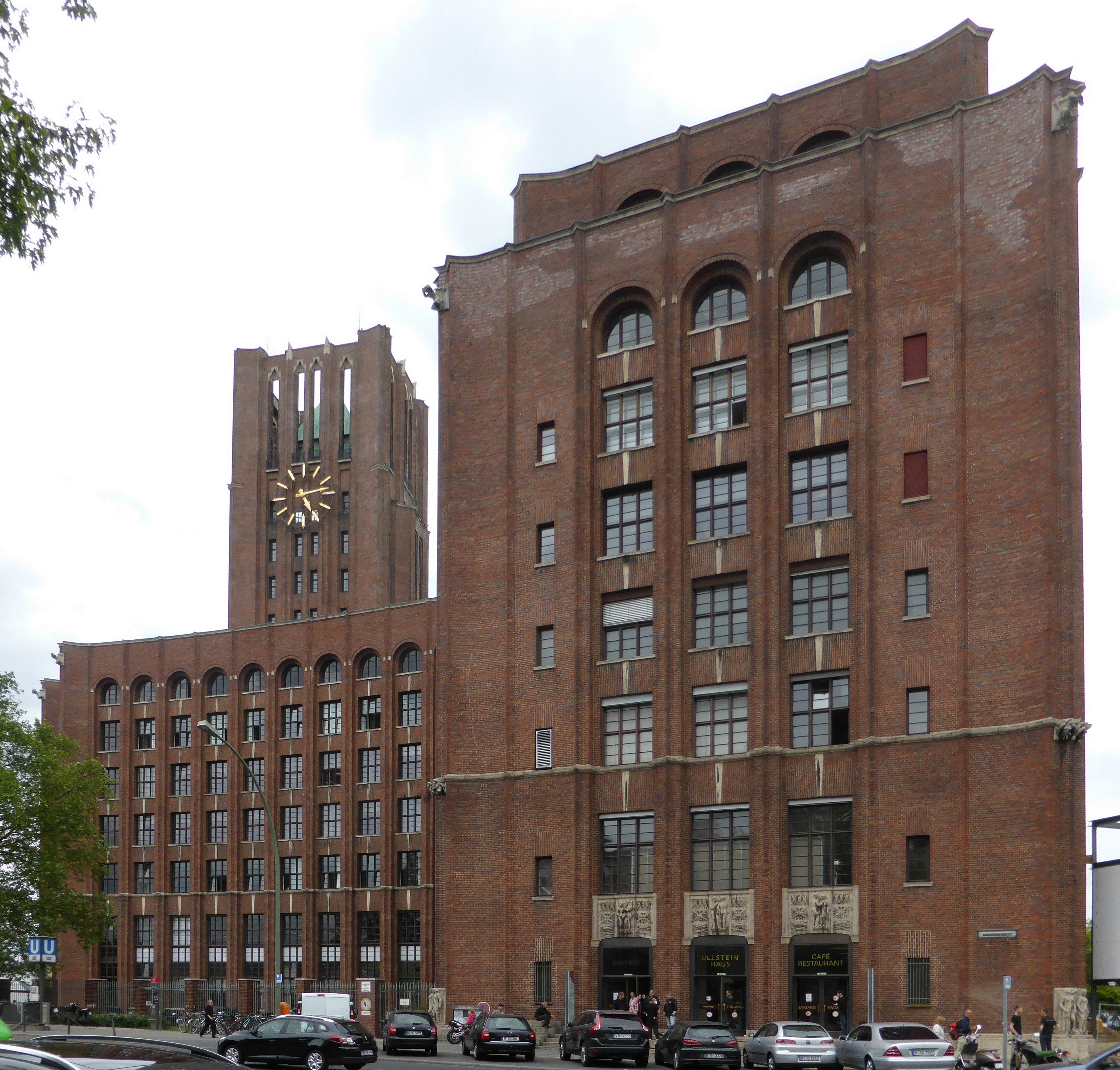
Ullsteinhaus, angle sud-ouest du Mariendorfer Damm

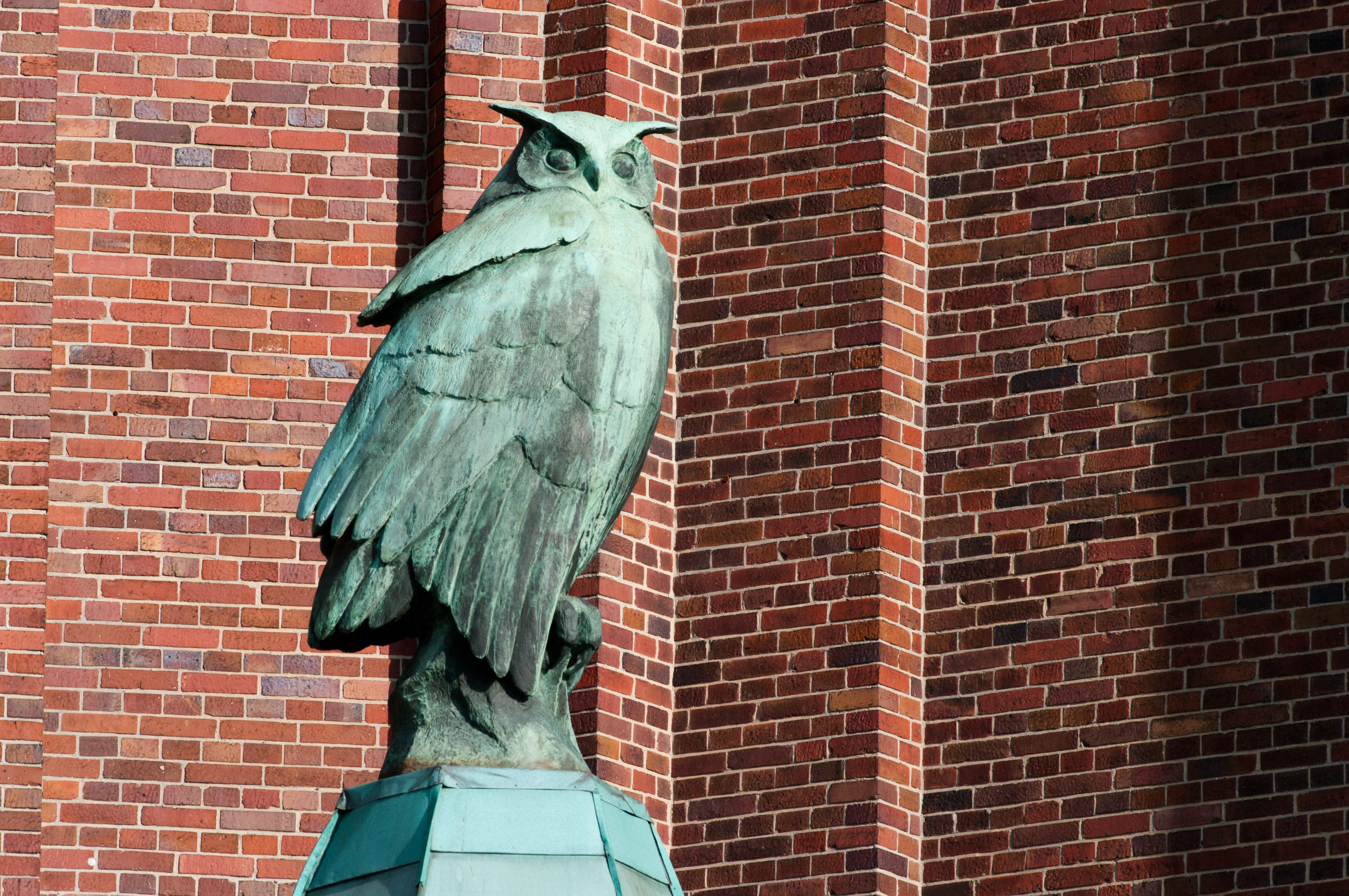
Ullsteinhaus, vue depuis le canal Teltow, la chouette d'Ullstein sur l'ancienne entrée des ouvriers. C'est l'emblème de la société d'édition.

Le bâtiment est un complexe de cinq à sept étages comprenant quatre ailes qui entourent une cour intérieure presque carrée. La tour est construite du côté nord-ouest. Dans les années 1920, l'Ullsteinhaus était le plus grand bâtiment allemand à ossature en béton armé. Les façades sont revêtues de briques de clinker et richement profilées. Les piliers décalés des murs et les hautes fenêtres font écho au néo-gothique, mais sont fondamentalement influencés par l'expressionnisme des années 1920. La tour, compacte et haute, est dotée d'un chatior recouvert de cuivre et d'un arc brisé étroit.  couronné de fenêtres.
Des sculptures de Wilhelm Gerstel, entre autres, ornent les façades richement décorées de la maison. Certains éléments de façade sont en travertin, notamment des corbeaux et des blocs avec des représentations figuratives au-dessus de la base du bâtiment. Ils mettent l'accent sur les zones d'entrée et d'angle. Des reliefs en trois parties au-dessus de l'entrée principale du Mariendorfer Damm montrent un groupe de personnages et d'ornements. Le hall d'entrée, à l'origine spacieux, a été supprimé lors de travaux de rénovation dans l'après-guerre.
À l'angle nord-ouest du bâtiment se trouvait une entrée séparée pour le personnel, soulignée par un porche d'entrée en forme de baldaquin doté de supports élancés. Des services sociaux sont installés dans les deux sous-sols avec des fenêtres dans le mur de quai du canal de Teltow. Une chouette Ullstein surdimensionnée, emblème d'Ullstein-Verlag, décore l'entrée de l'Ullsteinhaus sur Mariendorfer Damm ; la sculpture en bronze est du sculpteur Fritz Klimsch.

## Usage

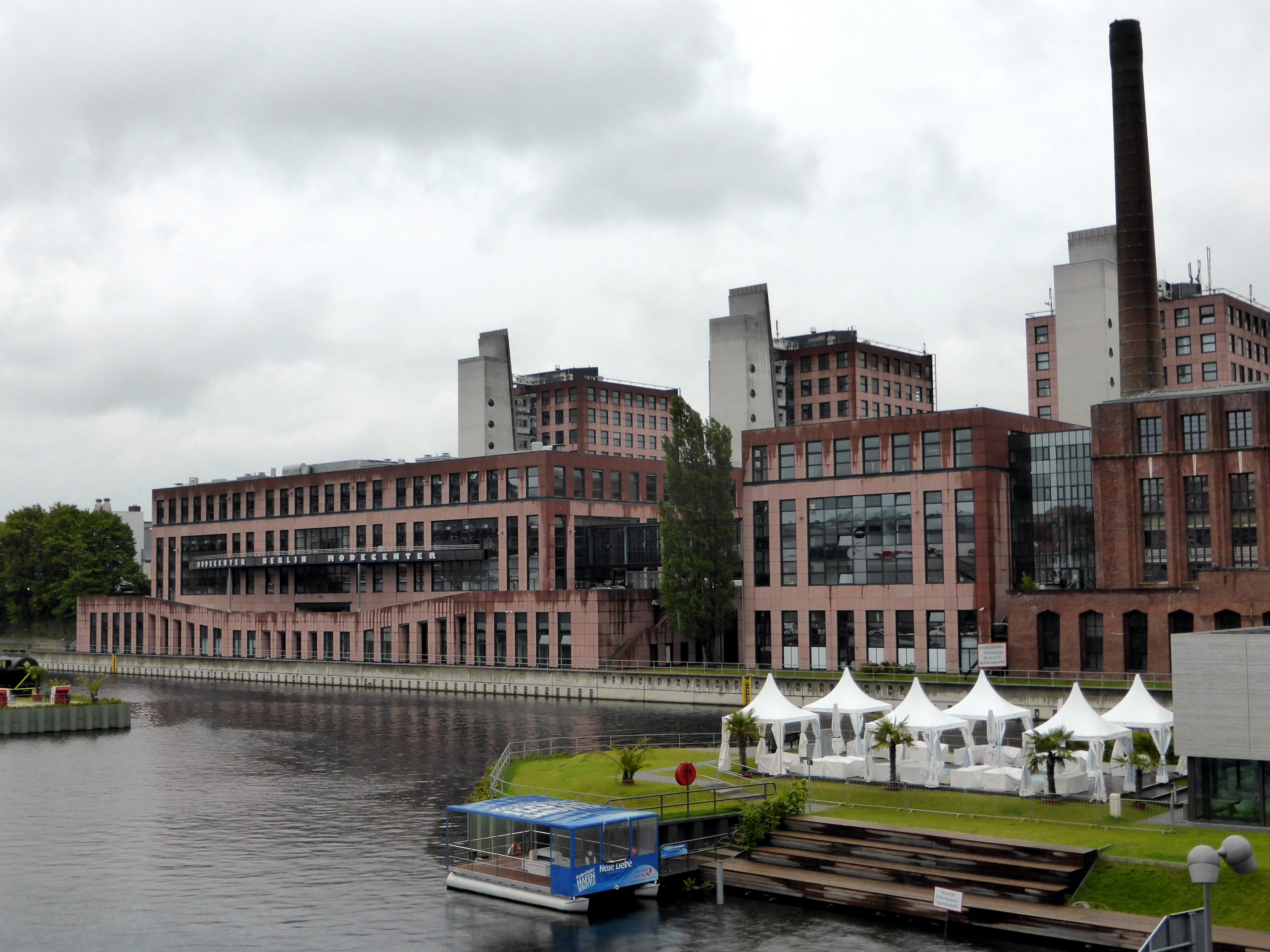
L'Ullsteinhaus avec son extension.

Depuis la fin des années 1990, l'Ullsteinhaus abrite diverses entreprises de services et autres installations, notamment :
- la société de systèmes Computacenter ,
- ICF Berlin (Église chrétienne libre),
- diverses installations médicales,
- un café-restaurant,
- WBS Training AG (partenaire pédagogique de SAP AG),
- un centre d'appels de la Deutsche Bank ,
- Hella Aglaia Mobile Vision GmbH (filiale de Hella GmbH & Co. KGaA ),
- The Drivery GmbH (place de marché et communauté pour la mobilité),
- un centre d'appels Lufthansa ,
- des artistes de différents domaines,
- le Musée allemand de la presse à l'Ullsteinhaus (Deutsche Pressemuseum im Ullsteinhaus), depuis 2014[1],[2],
- Xovis Deutschland GmbH.

Au sous-sol de l'Ullsteinhaus, se trouvait de 1996 à 2003 la discothèque Blonds, particulièrement populaire en raison de son emplacement idéal et de sa terrasse accueillante avec vue sur le canal Teltow. S'y trouve maintenant le campus IoT de Robert Bosch GmbH.